# Сарлей (село)
Сарлей —  село в Дальнеконстантиновском районе Нижегородской области. Административный центр  Сарлейского сельсовета.

## География
Находится на расстоянии приблизительно 3 километра по прямой на юго-запад от поселка Дальнее Константиново, административного центра района.

## История
По местным данным, село уже было известно более 400 лет назад. Наиболее известная церковь села была Успенская. В 1939 году она была перестроена в школу, в 2008 здание передано Нижегородской епархии и ныне возрождается.

## Население
Постоянное население составляло 746 человек (русские 96%) в 2002 году, 767 в 2010.